# Mathijs Casteele
Mathijs Casteele (3 december 1989) is een Belgische atleet, die gespecialiseerd is in de lange afstand en het veldlopen. Hij veroverde tot op heden twee Belgische titels.

## Biografie
In het veldlopen nam Casteele in 2008 deel aan de Europese kampioenschappen U20, met een vierenzestigste plaats als resultaat. Hij werd in 2017 voor de eerste keer Belgisch kampioen op de 3000 m steeple.
Mathijs Casteele is net als zijn jongere broer Steven aangesloten bij Kortrijk Sport.

## Belgische kampioenschappen
Outdoor
| Onderdeel      | Jaar       |
| -------------- | ---------- |
| 3000 m steeple | 2017, 2019 |

## Persoonlijke records
| Onderdeel      | Prestatie | Datum       | Plaats     |
| -------------- | --------- | ----------- | ---------- |
| 5000 m         | 14.13,91  | 25 mei 2019 | Oordegem   |
| 10.000 m       | 29.48,41  | 4 mei 2019  | Oudenaarde |
| 3000 m steeple | 8.58,67   | 26 mei 2018 | Douai      |

## Palmares

### 3000 m steeple
- 2013:  BK AC – 9.10,06
- 2017:  BK AC – 9.02,15
- 2018:  BK AC – 9.05,34
- 2019:  BK AC – 9.15,28

### 10.000 m
- 2019:  BK AC in Oudenaarde - 29.48,41

### veldlopen
- 2008: 64e EK U20 in Brussel